# Guttur, Yelbarga
Guttur là một làng thuộc tehsil Yelbarga, huyện Koppal, bang Karnataka, Ấn Độ.